# Campodorus longicaudatus
Campodorus longicaudatus là một loài tò vò trong họ Ichneumonidae.